# مهدی پرتوی آملی
مهدی پرتوی آملی نویسنده و پژوهشگر و شاعر ایرانی است. وی در سال ۱۲۹۶ در آمل به دنیا آمده و در  ٢۴ خرداد سال ۱۳۶۸ وفات یافت. وی تحصیلات ابتدایی را در دبستان نصرت آمل و تحصیلات عالیه را در دانشسرای عالی تهران که بعدها به دانشگاه خوارزمی تغییر یافت، در رشته تاریخ و جغرافیا به پایان رساند و در شهریور ۱۳۱۶ در دبیرستان پهلوی ساری به تدریس مشغول شد و سپس به ریاست دبیرستان منصوب گردید. پرتوی بعدها ریاست فرهنگ شهرهای بابل و بندر انزلی و مسئولیت چند بخش وزارت فرهنگ و هنر را بر عهده داشت. پرتوی در آخرین دهه فعالیت خود به مدت ده سال به عنوان رایزنی فرهنگی و معاونت سرپرست مدارس ایران در عراق منصوب شد. ریشه‌های تاریخی امثال و حکم مهم‌ترین اثر اوست و همچنین در مجله هنر و مردم نیز می‌نوشت.

## آثار

### تألیف
- ریشه‌های تاریخی امثال و حکم (جلد اول)[۷][۸]
- ریشه‌های تاریخی امثال و حکم (جلد دوم)[۹]
- چکیده‌های تاریخ (جلد اول)
- چکیده‌های تاریخ (جلد دوم)
- فرهنگ عوام آمل
- فرهنگ مردم مازندران

### ترجمه
- چراغ‌هایی که روشن نشدند (شروود اندرسن)
- کاگ‌ب دولتی در دولت (یوگنیا آلباتس)
- شورشیان آرمانخواه (مازیار بهروز)

### دیگر مقالات
- بررسی مقایسه‌ای برخی از ضرب‌المثل‌های پرکاربرد در زبان‌های فارسی و اسپانیایی
- بازتاب مضامین حضرت عیسی در ادبیات فارسی با تکیه بر ستور عیسی